# American Cosmograph
L'American Cosmograph est une salle de cinéma d'art et essai située au 24 rue Montardy, à proximité de la place du Capitole de Toulouse.
À l'origine salle de jeu de paume, elle devient la première salle d'opéra de Toulouse en 1687. La construction de la salle du Jeu de Spectacle au Capitole en 1737, dévolue à l'art lyrique, la contraint à proposer des représentations de moindre importance. Victime d'un incendie en 1748, elle est rebâtie sous le nom de salle du Concert quelques années plus tard.
Elle est le siège de fêtes fastueuses de la noblesse jusqu'en 1781, date à laquelle l'archevêque de Toulouse, Loménie de Brienne, y fonde une société savante, le « Musée », qui se réunit en son sein. Ensuite, celle-ci devient successivement le « Lycée » en 1797, puis l'Athénée en 1802.
À la dissolution de l'Athénée, société savante, à la suite d'une polémique en 1805, la salle reste fermée et rouvre en 1818 sous le nom Athénée. Ensuite, au cours du XIXe siècle, la salle devient un lieu de réunion politique, une salle de spectacle, un hôtel ou encore un café-restaurant, tout en gardant le nom Athénée dans son enseigne. Toutefois, vers 1890, elle se transforme en Skating-Palais.
En 1907, s'y installe l'une des premières salles de cinéma permanent à Toulouse : l'American Cosmograph. Transformée en cercle des officiers en 1927, puis acquise par le clergé en 1931, la salle revient définitivement au septième art en 1949 sous l'appellation Le Rio. Elle change de propriétaire en 1993 pour devenir l'Utopia Toulouse et une nouvelle fois en 2016 pour redevenir l'American Cosmograph.

## Historique

### L'opéra
C'est en 1687 que Francine, gendre et successeur de Lully à la direction de l'Académie royale de musique, décide de la création en province d'opéras sur le modèle parisien. Toulouse ne comptait, à l'époque, qu'une salle de spectacle de taille modeste (dans l'Auberge du Logis de L’Écu) et « dans un état de délabrement qui ne pouvait se prêter aux spectacles machinés de l'opéra ».
Une salle dévolue à l'art lyrique est donc créée dans l'ancienne salle du Jeu-de-Paume, rue du Pré-Montardy (actuelle rue du Lieutenant-Colonel-Pélissier). En réalité, seule l'entrée se trouvait dans cette rue (au no 5). Un long couloir menait jusqu'à la salle proprement dite, adossée à la rue Romenguière (actuelle rue Montardy). Cela s'explique par le fait que la rue Romenguière était alors une ruelle étroite et mal famée sous les remparts, tandis que la rue Pré-Montardy convenait beaucoup mieux à la circulation des carrosses et avait bien meilleure réputation.
Cette nouvelle salle, connue sous le nom d'Opéra ou de Salle de l'Opéra, proposait des spectacles inhabituels pour un public encore réfractaire à ce genre nouveau venu d'Italie. Le scandale était tel qu'un arrêté du 9 juillet 1700 interdit de « siffler, battre des mains et interrompre les représentations » sous peine de cinquante livres d’amende et qu'en 1716 les chanteurs sont placés sous protection royale.
Le 11 mai 1737, la nouvelle salle du Jeu de Spectacle ouvre ses portes et remplace l'ancien opéra. Des spectacles continuent néanmoins d'être présentés, notamment des représentations de marionnettes et de feux d'artifice. C'est d'ailleurs une des fusées, tirée le 20 août 1748, qui enflamme la salle dans un incendie qui dure toute la nuit. Des somptueuses décorations de l'Opéra, seul le bas-relief en terre cuite de treize mètres représentant Apollon et les Muses de Marc Arcis est sauvé du feu. Il ne reste rien du plafond peint par Pierre Subleyras.
L'incendie ayant épargné les murs, le bâtiment est réédifié quelques années plus tard et rouvre sous le nom de Salle du Concert.

### Les sociétés académiques
La nouvelle Salle du Concert est un lieu très prisé par la noblesse toulousaine, on y organise des « réunions lyriques » où sont joués musique et théâtre. Bien que plus petite que la Salle de Spectacle, il y a lieu de grandes fêtes (ici, à l'occasion de réjouissances publiques promulgués par le Parlement le 14 mars 1775) : « On se rendit, de là, dans la salle du Concert, où la Noblesse donna un Bal paré. De toutes les fêtes qu'on avoit préparées jusqu'à ce jour, celle-ci l'emportoit par la somptuosité & l'élégance avec laquelle elle avoit été ordonnée. [...] Les danses commencèrent à minuit, & finirent à sept heures du matin. On servit sans intervalle, avec la plus grande abondance, pendant tout le temps que cette fête a duré, des rafraîchissemens de toute espece.». »

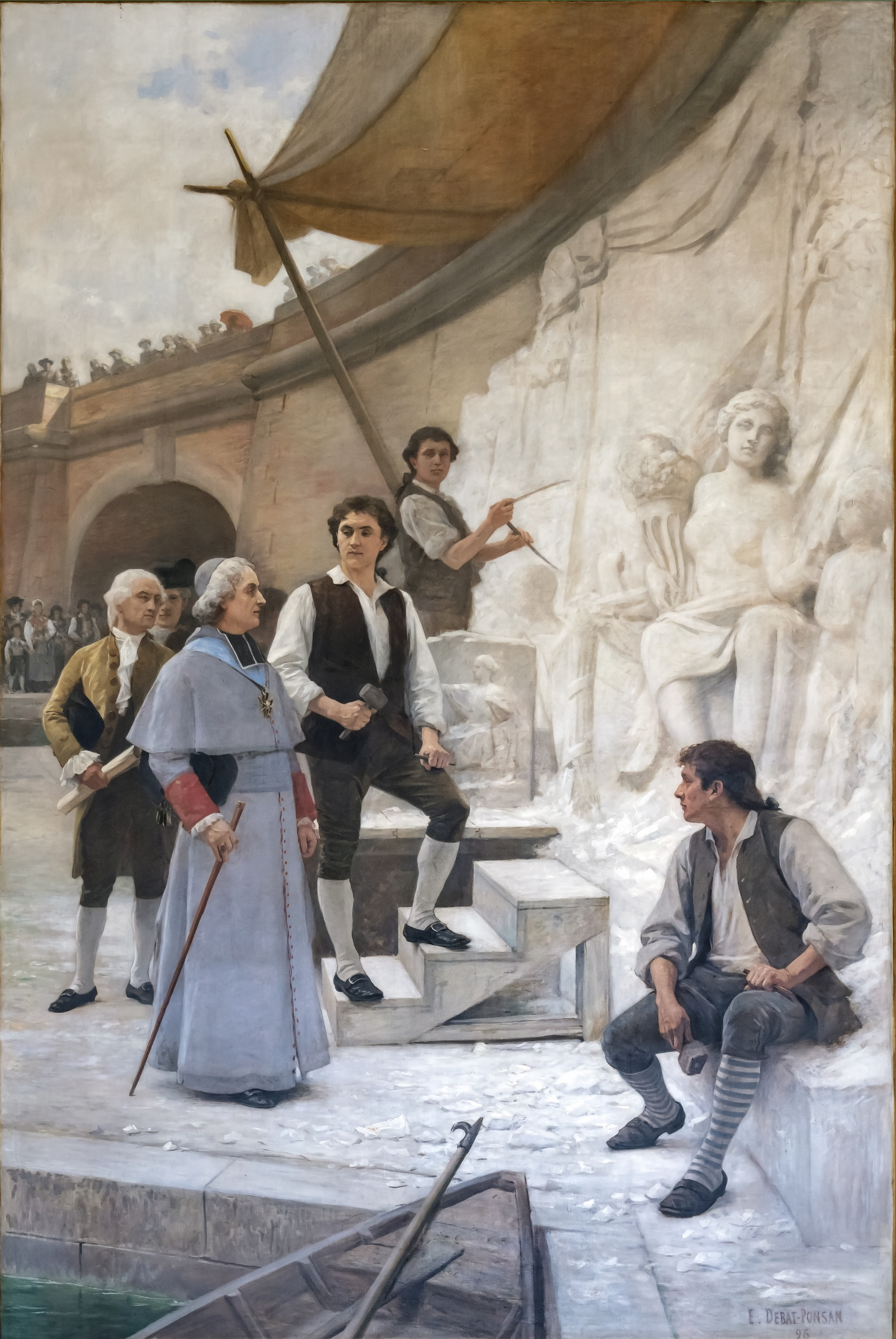
Le cardinal Loménie de Brienne aux Ponts-Jumeaux par Édouard Debat-Ponsan, 1896.

#### Le «Musée»
En 1781, Pilâtre de Rozier crée à Paris le Musée de Monsieur, « une société de savants, destinée à parachever l'éducation technique des gens du monde ». Ce « musée technique » propose des cours scientifiques et techniques, des laboratoires, des conférences et autres leçons de langues étrangères.
C'est sur ce modèle que Loménie de Brienne, archevêque de Toulouse et initiateur de grands travaux dans la ville, crée en 1784 le « Musée » toulousain. Celui-ci se propose de réunir l'élite sociale et intellectuelle toulousaine autour de la littérature, des sciences, des arts et de la musique. Seuls les débats théologiques y sont proscrits.
Les séances ont lieu dans la Salle du Concert où les « muséens » se réunissent régulièrement en comité restreint ou en séances publiques. Ces dernières sont l'occasion pour les membres de lire en public des discours, ouvrages et poèmes, d’interpréter des pièces musicales ou encore de se prêter à des démonstrations de physique.
Le Musée commence à montrer des signes d’essoufflement lorsque son principal animateur et bienfaiteur, l'archevêque de Brienne, est nommé ministre d’État le 1er mai 1787 et quitte Toulouse. Il disparaît complètement lorsque celui-ci, en disgrâce, est nommé archevêque de Sens.
Les années révolutionnaires qui suivent ne sont pas propices aux sociétés savantes de l'Ancien Régime, Toulouse n'y échappe pas. Le 8 août 1793 est promulgué un décret de la Convention nationale « portant suppression de toutes les académies et sociétés littéraires patentées ou dotées par la nation » donnant un coup d'arrêt à l’effervescence des sociétés académiques toulousaines.

#### Le «Lycée»
Le « Musée » parisien a, lui, changé de nom dès 1786 pour devenir le « Lycée ». Il ne cesse pas ses conférences et n'est pas frappé d'interdiction durant la Terreur.
C'est sur ce modèle que, sous le Directoire, les anciens membres du Musée toulousain décident de former « une association réunissant tous les éléments des connaissances humaines plutôt que de rétablir les anciennes compagnies académiques »
Constitué le 30 frimaire an VI (20 décembre 1797), le Lycée est divisé en quatre classes : sciences ; belles-lettres ; art ; agriculture et commerce. Initialement composé de soixante-dix membres (ce nombre sera porté à cent), il n'admet les femmes qu'au rang d'associées et elles ne sont autorisées à assister qu'aux seules réunions publiques.
À l'exemple du Musée, le Lycée siège Salle du Concert et ses séances publiques mêlent musique, théâtre et lectures savantes.
Le 16 floréal an XI (6 mai 1803), un arrêté interdit « à toute société particulière de prendre ou de garder le nom de Lycée », ce nom étant dorénavant réservé aux établissements d'enseignement secondaires. Le « Lycée » parisien avait devancé cet arrêté en changeant de nom pour l'Athénée dès 1802 et son homonyme toulousain lui avait emboité le pas.

#### «L'Athénée»
L'Athénée toulousain est fondé le 26 floréal an X (16 mai 1802). Dans la continuation de ses prédécesseurs, il propose des séances publiques « où se succèdent chants, lecture, musique et rapports sur les concours».
Il est cependant confronté dès ses débuts à un problème d'assiduité de ses membres, héritage de la fin du Lycée. De plus, certains membres semblent négliger de payer leur cotisation et l'association peine à trouver les fonds nécessaire à payer les prix de 200 francs qu'elle décerne chaque année aux membres s'illustrant dans leur discipline.

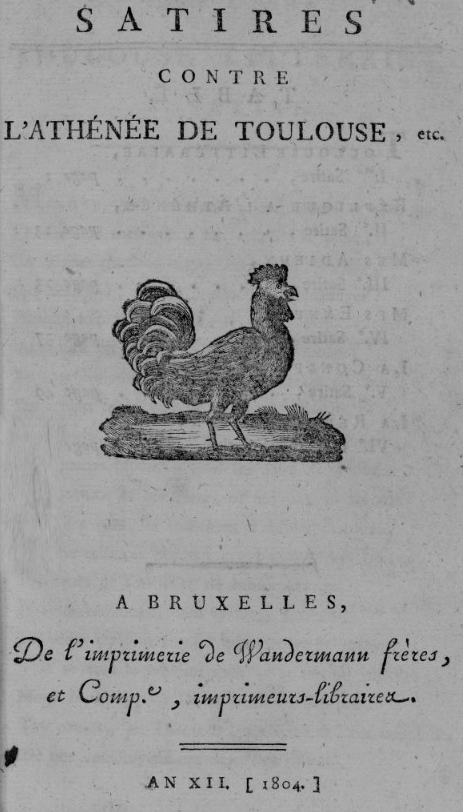
Page de titre de Satires contre l'Athénée de Toulouse, etc.

La déchéance de l'Athénée est notamment précipitée par l'affaire dite des « satires toulousaines ». Cette affaire commence en l'an XI (1803), quand des satires versifiées à l'encontre des membres de l'Athénée et de son fonctionnement apparaissent. D'abord sous forme manuscrite, elles se retrouvent éditées en l'an XII (1804) sous le titre Satires contre l'Athénée de Toulouse, etc., par exemple :

« Aussi bien, dès long-temps la cohorte jalouse

Des auteurs répandus dans les murs de Toulouse,

M'importune et me lasse ; or sus à mon secours

Dieu des vers, et tranchant d'inutiles discours,

Nomme tous ces benêts, ces barbouilleurs ignares,

Prodigues de sottise et de raison avares,

Insectes venimeux, dans la fange nourris,

Et verse sur leur front l'opprobre et le mépris. »

— Extrait de Ire Satire, Toulouse Littéraire
Des mois de satires et de réponses, son incapacité à se réformer et l’inassiduité de ses membres ont raison de l'Athénée. Elle tient sa dernière séance le 27 ventôse an XIII (18 mars 1805) à la suite de laquelle ses sociétaires se dispersent pour reformer les académies de l'Ancien Régime.

### AuXIXesiècle: salle de spectacles, puis hôtel, puis café-restaurant…
En 1818, l'Athénée ouvre à nouveau ses portes sous la direction de M. Croisilhes-Calvet. C'est une salle de spectacle populaire proposant concerts, opérettes, numéros comiques et représentations diverses (funambulisme, exhibition du Général Tom Pouce) accompagnées par un orchestre.
En 1848, le bâtiment devient l'Hôtel de l'Athénée, proposant la salle des concerts à la location « pour trois fois la semaine ». En 1876, il change à nouveau de nom pour : Café-restaurant de l'Athénée.
Aux alentours de 1890, la salle se reconvertit en Skating-Palais, une piste de patinage avec orchestre, distraction très en vogue à cette époque. On y donne également des bals masqués le samedi soir.

### L'American Cosmograph (1907)
Seulement cinq mois après la première projection publique des frères Lumière à Paris, le public toulousain assiste à sa première séance publique de kinétographe, le 22 mai 1896 puis de cinématographe, le 25 mai. D'abord proposé par les forains comme attraction, le cinéma devient à la mode dès 1900 où des séances publiques sont organisées place du Capitole et place Lafayette, le film étant projeté du premier étage d'un immeuble. De nombreux cafés proposent également à leurs clients des vues cinématographiques : le Café des Américains et le Café Barrié passent des films tous les jours de 1903 à 1914. L'engouement pour ces projections à la terrasse des bars est tel qu'un arrêté municipal de 1910 interdit les projections sur la voie publique car « la circulation des piétons et des véhicules est considérablement gênée ».
C'est le 9 décembre 1906 qu'apparaît la première salle de cinéma permanente toulousaine : le Cinéma-théâtre Alsace. En 1907, c'est d'abord l'ancien théâtre de Montcavrel qui devient le Royal-Pathé le 27 octobre, puis la salle de l'Athénée qui devient l'American Cosmograph le 15 décembre. Il est alors dirigé par Napoléon Eugène Casalonga.
À la différence du Royal-Pathé, qui cherche à s'attacher un public bourgeois par l'organisation de soirées mondaines et le lancement des films produits par la société Le Film d'art, l'American Cosmograph se tourne vers un public populaire. L'essentiel des séances est composé de vues comiques et mélodramatiques accompagnées au piano par M. Luzan-Faget, pianiste attitré de la salle. Les vues changent deux fois par semaine, le mardi et le vendredi, le prix des billets est réduit de moitié sur présentation des billets de faveur du chocolat Poulain et la salle ne ferme pas l'été (à la différence du Royal-Pathé dont le public part en vacances en août). Bien qu'il présente les films de la Vitagraph, de l'Itala (Gribouille et Toto), de la Pasquali (Tontoloni) ou de la Cinétograph, c'est le fonds de la Gaumont qui constitue l'essentiel de la programmation du Cosmograph. On y passe donc les actualités Gaumont, les séries de Jean Durand (Onésime, Calino), de Léonce Perret (Léonce) et de Louis Feuillade (Oscar, Bébé, Bout de Zan) mais aussi des films policiers (la série de courts métrages policiers de Victorin Jasset, Nick Carter, le roi des détectives, est un grand succès). Mais la consécration de l'American Cosmograph comme salle populaire advient en 1913, avec la sortie de la série des Fantômas de Louis Feuillade. Aux trois parties de Fantômas (mai 1913) succèdent quatre épisodes de Juve contre Fantômas (septembre 1913), puis Le Mort qui tue (décembre 1913), Fantômas contre Fantômas (février 1914) et enfin Le Faux Magistrat (juin 1914).
Après l'avis de mobilisation du 1er août 1914, les salles toulousaines se vident et servent de cantonnement aux soldats. Elles ne rouvrent qu'en fin d'année et, dès décembre 1914, la fréquentation redevient importante.
L'American Cosmograph ferme ses portes en 1927. Le bâtiment est reconverti en cercle des officiers jusqu'à son acquisition en 1931 par l'archevêché de Toulouse pour abriter les œuvres de la paroisse saint-Jérôme.

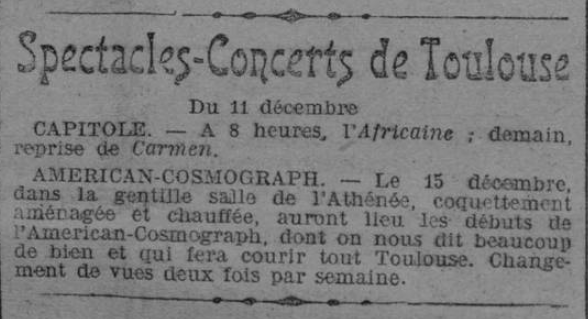
Annonce de l'ouverture de l'American Cosmograph dans l'Express du Midi du 21 décembre 1907.
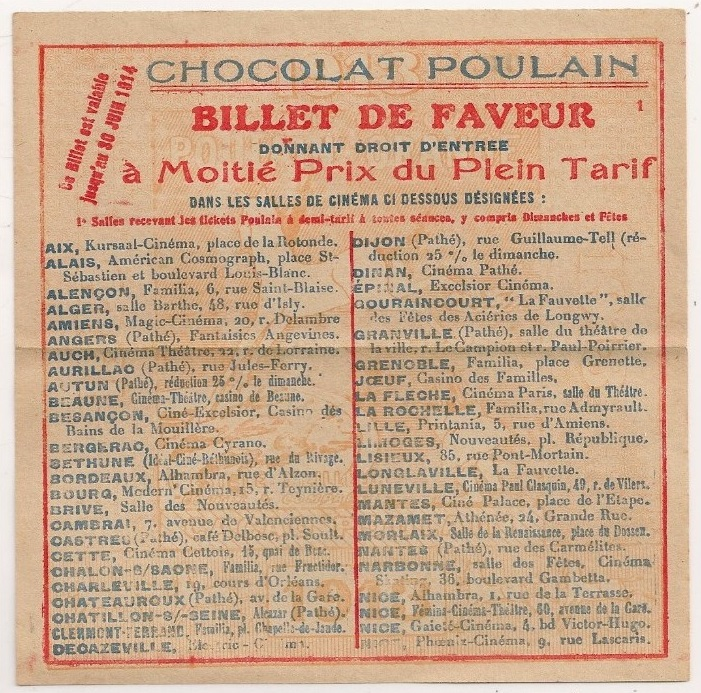
Billet de faveur Chocolat Poulain (recto).
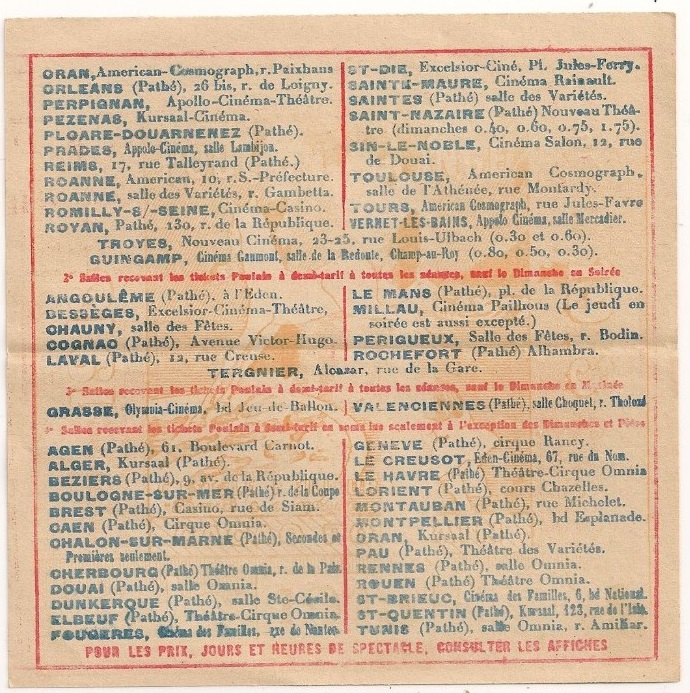
Billet de faveur Chocolat Poulain (verso).

### Le Rio
En 1949, le bâtiment est repris par Mme Lafabrier, propriétaire du cinéma Trianon à Toulouse, pour en refaire une salle de cinéma qu'elle baptise Le Rio. Les deux cinémas fonctionnent en tandem, le Rio reprenant les exclusivités du Trianon. En 1950, la salle est modernisée sous l'égide de Georges Peynet et sa façade est entièrement refaite.
En 1980, l'exploitation est reprise par Michel Deschamps qui installe le bas-relief de Marc Arcis dans le hall du cinéma (il était jusqu'alors derrière un écran) et scinde la salle de six cents places en trois salles plus petites. Après un long déclin de la fréquentation, le Rio est proche du dépôt de bilan quand il est racheté en 1993 par le réseau Utopia.

### L'Utopia Toulouse

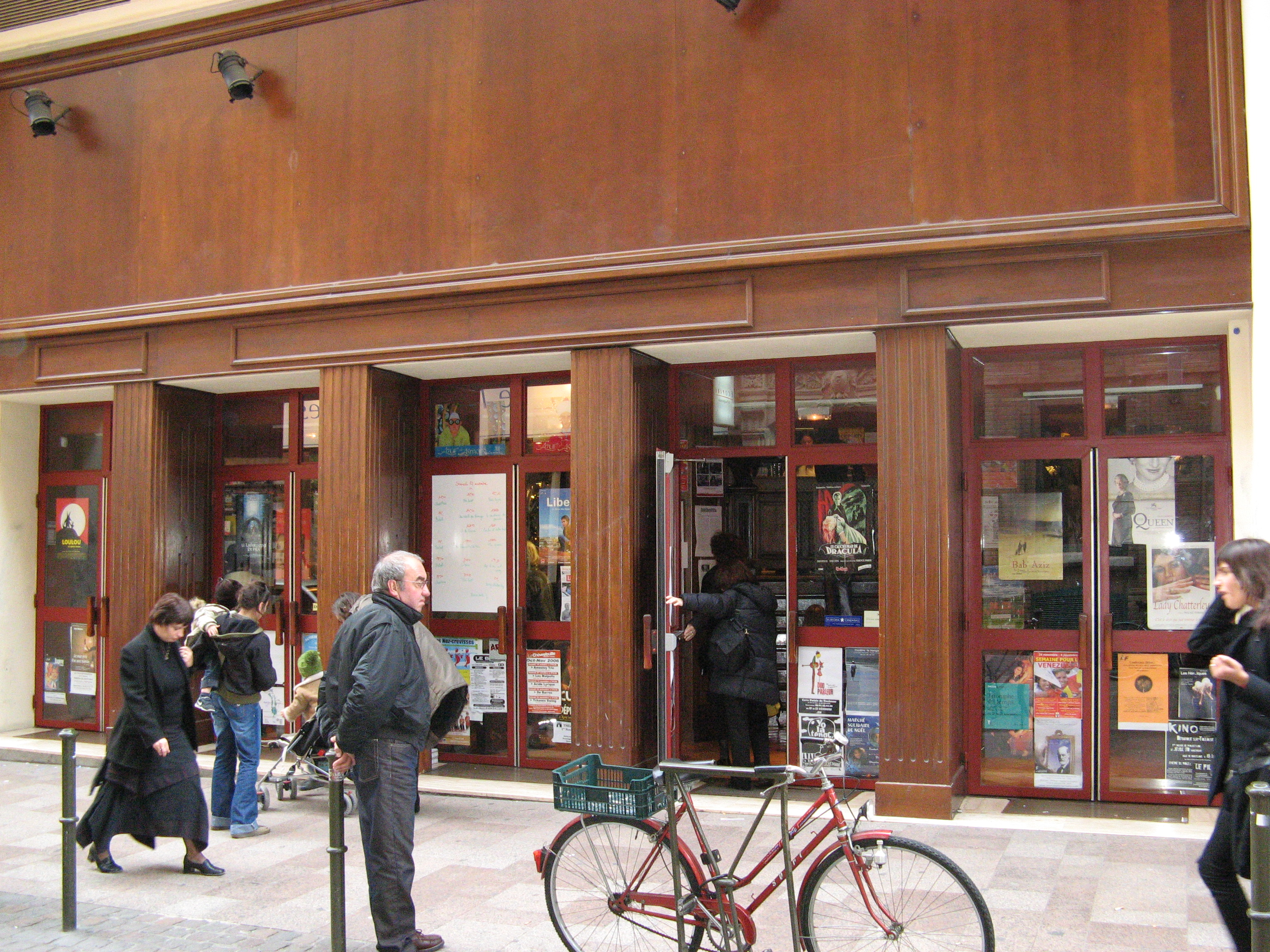
L'Utopia-Toulouse en 2006

Racheté grâce à la vente des salles situées rue Champollion à Paris, l'ancien Rio devient, après Avignon (1973) et Saint-Ouen-l'Aumône (1987), la troisième salle du réseau Utopia.
Juridiquement indépendant, comme toutes les salles du réseau, le cinéma de Toulouse est construit sur le modèle du réseau. La programmation est constituée exclusivement de films labellisés art et essai, en version originale et majoritairement européens (60% en moyenne). Le prix d'une place est inférieur aux tarifs pratiqués par les gros multiplexes et il n'y a pas de vente de friandises. La communication est réduite à la parution d'un mensuel gratuit, La Gazette, contenant les programmes et les critiques des films projetés. Bien que rien ne suggère l'usage du lieu sur la devanture (il est un temps indiqué « Usine » au lieu d'Utopia, puis plus rien du tout), la salle obtient à quatre reprises le trophée du meilleur taux de fréquentation de France, décerné par le magazine Le Film français, et reste durant six ans le cinéma le plus rentable de France. À l'origine de nombreux événements intégrés à sa programmation (rencontres-débats, soirée thématiques, séances jeunesse…), l'Utopia Toulouse est également le partenaire de festivals tels que le Fifigrot ou Cinespaña. Militant et engagé, il n'hésite pas à prendre position sur des sujets de société, notamment à travers la Gazette et l'invitation d'associations lors des soirées-débats. En juin 2010, il boycotte symboliquement le film À 5h de Paris de l'Israélien Leon Prudovsky en réaction à l'abordage de la flottille pour Gaza.
Dès 2015, Anne-Marie Faucon et Michel Malacarnet, les fondateurs historiques, souhaitent se retirer progressivement de la gestion de la salle. Une transformation en SCOP est initialement envisagée mais le projet échoue à la suite de dissensions internes à l'équipe. La salle est finalement mise en vente et reprise, en SARL, par deux salariés d'Utopia : Annie Mahot et Jérémy Breta.

### De nouveau l'American Cosmograph (2016)
Inaugurée le 15 juin 2016, la salle revient à son nom de 1907 : l'American Cosmograph. Elle est adhérente à l'ACID et fait partie des réseaux Europa Cinemas et GNCR. Classée « art et essai », elle est labellisée « Jeune public », « Recherche et découverte » et « Patrimoine et répertoire ». La nouvelle équipe propose toujours une programmation en version originale, assortie d’évènements (soirées-débats, ciné-concert, séances jeune public, soirées série B...) et de partenariats avec plusieurs festivals locaux (Fifigrot, Cinélatino, Cinespaña, Printemps lesbien...). Moins ouvertement « politique » que son prédécesseur, l'American Cosmograph reste cependant attaché à ses valeurs : « pas de publicités, pas de recettes annexes, pas de pop-corn ». Bien que l'American Cosmograph soit devenu indépendant du réseau Utopia, les billets des deux structures sont réciproquement acceptés.

Détails du bas-relief de Marc Arcis, visible dans le hall du cinéma
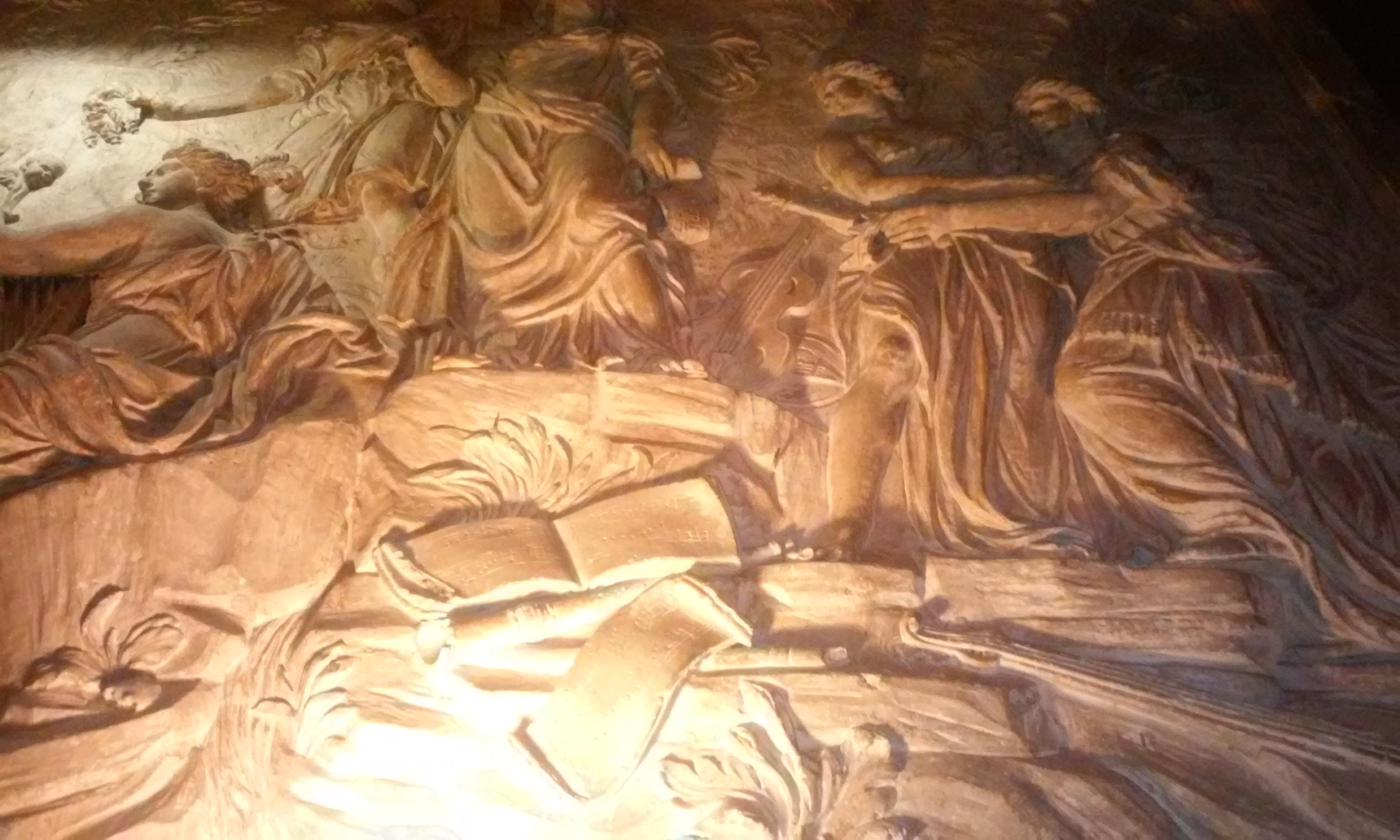
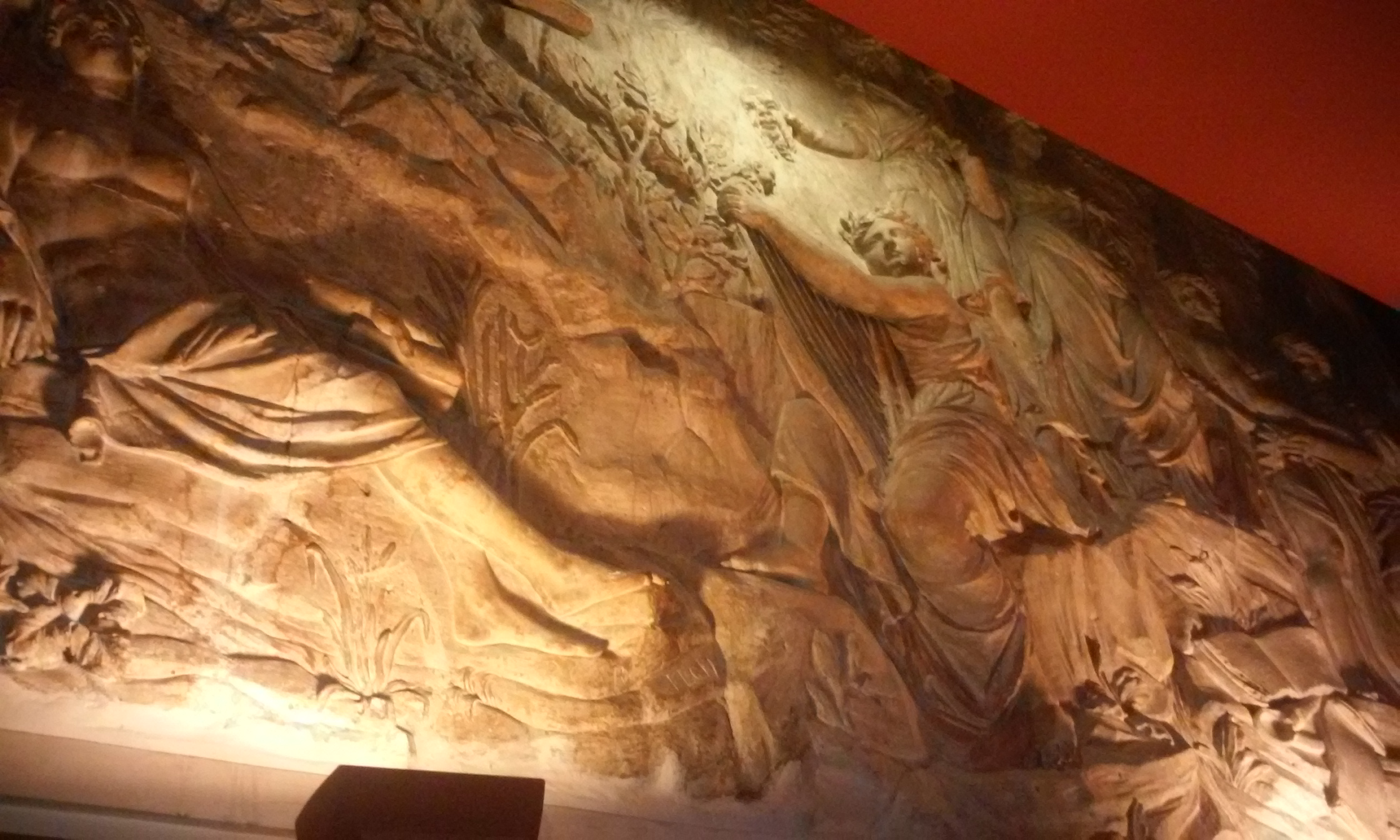